# Americano Futebol Clube (Maranhão)
O Americano Futebol Clube é um clube brasileiro de futebol, da cidade de Bacabal. Suas cores são azul, vermelho e branco.

## Histórico em competições oficiais
- Campeonato Maranhense: 1986, 1987, 1988, 1991, 1993, 1996, 1998,1999, 2000, 2005, 2006, 2007, 2013 e 2017.

## Títulos
| Estaduais | Estaduais                       | Estaduais | Estaduais  |
|           | Competição                      | Títulos   | Temporadas |
| --------- | ------------------------------- | --------- | ---------- |
|           | Campeonato Maranhense - Série B | 1         | 2016       |

### Campanhas de destaque
- Vice-Campeonato Maranhense - Segunda Divisão: 2012 e 2004

## Desempenho em competições

### Campeonato Maranhense
| Ano  | Posição                   |
| 1986 | 7º                        |
| 1991 | 5º                        |
| 1993 | 6º                        |
| 1996 | 7º                        |
| 1998 | 9º                        |
| 1999 | ?                         |
| 2000 | 8º                        |
| 2005 | 7º                        |
| 2006 | 7º                        |
| 2007 | 9º (rebaixado)            |
| 2013 | 9º (Lanterna e rebaixado) |
| 2017 | 9º (Lanterna e rebaixado) |

### Campeonato Maranhense - 2ª divisão
| Ano  | Posição                    |
| 2004 | (Vice-campeão e promovido) |
| 2010 | 3º                         |
| 2012 | (Vice-campeão e promovido) |
| 2014 | 6º                         |
| 2015 | 5º                         |
| 2016 | Campeão                    |
| 2024 | 9º                         |